# Суп із хрущів

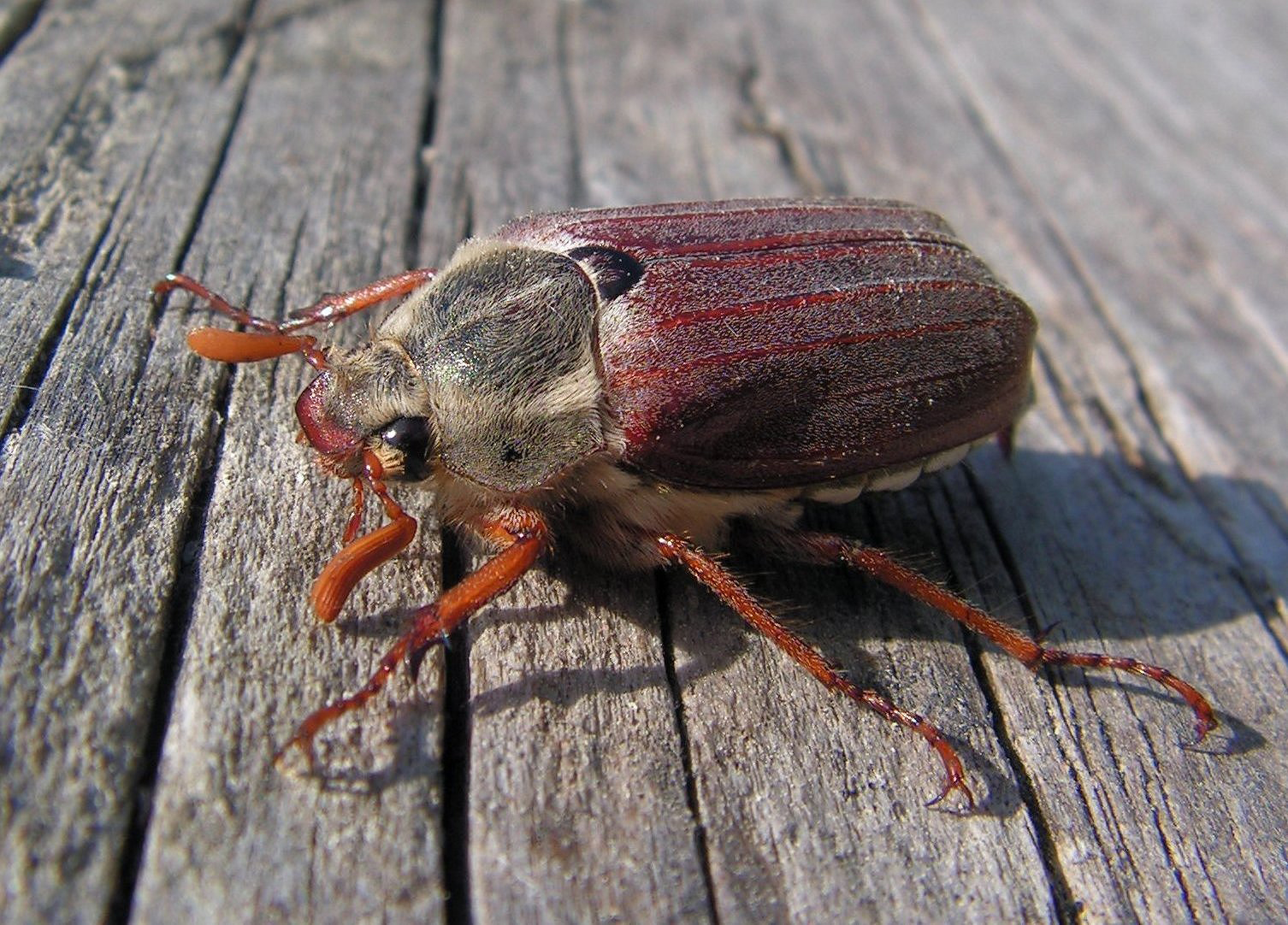
Хрущ

Суп із хрущів — одна з небагатьох страв із комах у Європі. До середини XX сторіччя суп із хрущів готували у Німеччині та Франції. На смак суп із хрущів схожий на раковий суп.

## Приготування
Для приготування супу жукам видаляють крильця і лапки, можна використовувати личинок. Жуків і личинок обсмажують у вершковому маслі і тушкують у телячому чи курячому бульйоні. Залежно від рецепта суп проціджують і споживають як бульйон або жуків перетирають у ступі, пасерують, а потім загущують ру та яєчним жовтком, отримуючи суп-пюре. Суп часто сервірували зі скибочками телячої печінки або голубиною грудкою та обсмаженим білим хлібом. На одну порцію потрібно близько 30 хрущів.